# Лахкович, Мартин
Мартин Лахкович (нем. Martin Lachkovics, 25 января 1975, Вена) — австрийский легкоатлет и бобслеист, выступавший за сборную Австрии в различных дисциплинах и видах с 1995 года по 2012-й. Участник двух летних Олимпийских игр, неоднократный победитель национальных первенств, призёр этапов Кубка мира.

## Биография
Мартин Лахкович родился 25 января 1975 года в Вене. Ещё в школьном возрасте увлёкся спортом, присоединился к местному легкоатлетическому клубу и начал активно заниматься бегом на спринтерские дистанции. Успех пришёл к нему в 1995 году, когда он стал чемпионом национального первенства в забеге 4 × 400 м. Благодаря череде удачных выступлений удостоился права защищать честь страны на летних Олимпийских играх 1996 года в Атланте, где бежал эстафету 4 × 100 м, тем не менее, австрийской команде не удалось пройти дальше первого раунда. На протяжении следующих четырёх лет спортсмен оставался одним из лучших спринтеров Австрии, трижды становился чемпионом на стометровке, два раза побеждал на дистанции 200 м, три раза в эстафете 4 × 100 м и четырежды в эстафете 4 × 400 м. В 2000 году ездил на Олимпиаду в Сидней, где представлял Австрию на дистанциях 100 и 200 м — в первом случае дошёл до стадии четвертьфиналов.
Карьеру легкоатлета Лахкович продолжал вплоть до 2007 года, хотя в последнее время уже ничего не выигрывал и крайне редко попадал на крупнейшие международные старты. Последние его победы в лёгкой атлетике датированы 2003 годом, когда он в очередной раз стал чемпионом Австрии на дистанции 100 м и восьмой раз подряд одержал победу в эстафете 4 × 400 м.
Уступив лидерство в лёгкой атлетике, Мартин Лахкович решил попробовать себя в бобслее, в 2006 году в качестве разгоняющего прошёл отбор в национальную сборную и стал ездить на престижнейшие мировые старты. В декабре дебютировал в Кубке мира, на этапе в канадском Калгари показав восьмое время с двухместным экипажем и десятое с четырёхместным, тогда как на последующих этапах почти всегда попадал в десятку сильнейших. На чемпионате мира 2007 года в швейцарском Санкт-Морице финишировал с четвёркой Юргена Лоакера тринадцатым. В следующем сезоне выиграл первую медаль мирового кубка, бронзовую с двойкой на этапе в Калгари. На мировом первенстве 2008 года в немецком Альтенберге был девятым с двойкой и восьмым с четвёркой. Лахкович достойно выступал на этапах Кубка мира, так, в ноябре 2009 года взял ещё одну бронзу, приехав третьим с четвёркой на этапе в американском Лейк-Плэсиде, однако на зимние Олимпийские игры в Ванкувер так и не попал. Впоследствии поучаствовал ещё в заездах чемпионата мира в Кёнигсзее, где с четырёхместным экипажем финишировал тринадцатым, но в 2012 году после нескольких неудачных этапов мирового кубка принял решение завершить карьеру профессионального спортсмена.